# Histoire de la musique des origines au début du XXe siècle
Histoire de la musique des origines au début du XXe siècle est un ouvrage du musicologue Jules Combarieu publié à compter de 1913, retraçant l'histoire de la musique de son commencement jusqu'au début du XXe siècle.

## Présentation
L'Histoire de la musique de Combarieu paraît tout d'abord en deux tomes en 1913, publiés par les éditions Armand Colin : 
- Premier tome, Des origines jusqu'à la fin du XVIe siècle :
  - L'incantation magique chez les primitifs
  - La prière succède à l'incantation. Le lyrisme religieux de l'Antiquité
  - Le lyrisme religieux et profane du Moyen-Âge. La conquête du contrepoint
  - La Renaissance
- Deuxième tome, Du XVIIe siècle à la mort de Beethoven :
  - Seconde période de la Renaissance
  - Les temps modernes

En 1919, est publié, à titre posthume, un troisième tome, De la mort de Beethoven au début du XXe siècle :
- D'Auber à Berlioz
- Les successeurs de Berlioz
- Les courants nouveaux

L'ouvrage connaît ensuite plusieurs rééditions, puis une mise à jour par René Dumesnil en 1955 augmentée de deux tomes, en 1958 (L'Aube du XXe siècle) et 1960 (La Première moitié du XXe siècle). 
Cette nouvelle édition complète reçoit le prix Charles Blanc de l’Académie française en 1961.